# Sładuewo
Sładuewo (mac. Сладуево) – wieś w Macedonii Północnej położona w gminie Demir Hisar.
Według danych z 2002 roku wieś zamieszkiwało 77 osób (40 mężczyzn i 37 kobiet) w 33 domostwach, wszyscy byli narodowości macedońskiej.